# Al-Wakrah SC
Al-Wakrah SC, arabisch الوكرة, DMG al-Wakra, ist ein Sportverein aus al-Wakra in Katar. Die Herren-Fußballmannschaft spielt in der höchsten Liga des Landes, der Qatar Stars League. Ihre Heimspiele trägt die Mannschaft im al-Wakrah Stadium aus. Gegründet 1959, hatte die Fußballsektion ihre größten Erfolge in den Jahren 1999 und 2001, als zwei Mal die Meisterschaft gewonnen werden konnte. Bei den beiden Teilnahmen an der AFC Champions League kam die Mannschaft nicht über die erste Runde hinaus und musste dabei zum Teil hohe Niederlagen einstecken. Am Ende der abgelaufenen Saison 2008/09 belegte die Fußballmannschaft den achten Platz.

## Platzierungen
| Saison   | 2009 | 2010 | 2011 | 2012 | 2013 | 2014 | 2015 | 2016 |
| -------- | ---- | ---- | ---- | ---- | ---- | ---- | ---- | ---- |
| Liga     | 1    | 1    | 1    | 1    | 1    | 1    | 1    | 1    |
| Position | 8    | 8    | 7    | 7    | 9    | 8    | 12   | 11   |

## Vereinserfolge

### National
- Qatar Stars League: 1999, 2001[1]
- Qatar Cup: 2024

## Kader 2024/25
Stand: 24. Juli 2024
| Nr. |           | Position | Name               |
| --- | --------- | -------- | ------------------ |
| 1   | Katar     | TW       | Mohamed Al-Bakri   |
| 2   | Katar     | AB       | Lucas Mendes       |
| 3   | Katar     | AB       | Khaled Shurrab     |
| 3   | Katar     | AB       | Yousef El-Khatib   |
| 4   | Katar     | AB       | Abdulrahman Rashid |
| 5   | Katar     | MF       | Ahmed Fadel        |
| 6   | Jordanien | MF       | Omar Salah         |
| 7   | Marokko   | ST       | Ayoub Assal        |
| 8   | Agypten   | MF       | Hamdi Fathi        |
| 10  | Angola    | ST       | Gelson Dala        |
| 13  | Danemark  | AB       | Alexander Scholz   |
| 14  | Katar     | ST       | Omar Ali           |
| 15  | Katar     | AB       | Almahdi Ali        |
| 16  | Katar     | AB       | Ebrahim El-Sadeq   |
| 19  | Katar     | TW       | Mohamed Khaled     |

| Nr. |           | Position | Name                 |
| --- | --------- | -------- | -------------------- |
| 20  | Katar     | MF       | Nasser Al-Yazidi     |
| 21  | Katar     | ST       | Khalid Muneer        |
| 22  | Katar     | TW       | Saoud Al-Khater      |
| 23  | Katar     | MF       | Ahmed El Sayed       |
| 31  | Agypten   | TW       | Yousef Ramadan       |
| 32  | Agypten   | MF       | Anas Ramadan Shaaban |
| 33  | Katar     | AB       | Abdelkarim Hassan    |
| 34  | Katar     | MF       | Nabil Erfan          |
| 45  | Katar     | ST       | Muhammad Taher Khan  |
| 77  | Katar     | AB       | Tameem Al-Muhaza     |
| 93  | Tunesien  | MF       | Aïssa Laïdouni       |
| 99  | Katar     | TW       | Omair Abdulla        |
|     | Kap Verde | ST       | Ricardo Gomes        |
|     | Brasilien | AB       | Murilo Ramos         |

## Trainer
- Costică Ștefănescu (1991–1992)
- Reiner Hollmann (2007)
- Mauricio Larriera (2015–2019)
- Tintín Márquez (2019–)

## Spieler
- Ahmed Radhi (1993–1994)
- Jehad Muntasser (1995–2008)
- Akwá (1998–1999, 2005–2006)
- Emad Mohammed (2004–2005)